# Capials
Le Capials est un cours d'eau de France, affluent de la Mare.

## Géographie
Le Capials prend sa source près de la Croix de Mounis sur la commune de Castanet-le-Haut  dans l'Hérault.
Long de 2,2 kilomètres, il se jette dans la Mare à Castanet-le-Haut.

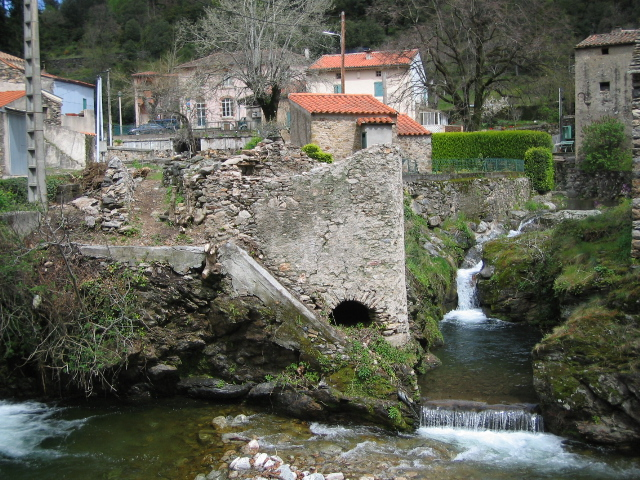
Confluence de Capials avec la Mare, à côté de l'ancien moulin de la Saigne.

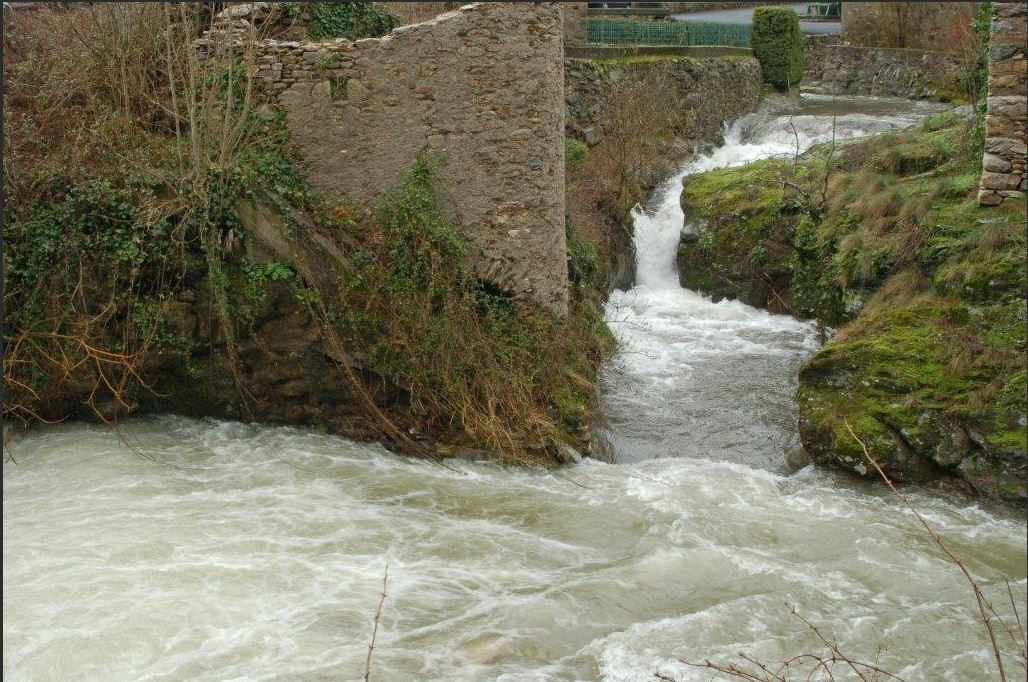
Confluence de Capials avec la Mare, un jour d'orage.